# 직장의 운반관
직장의 운반관(영어: Mace-bearer 또는 Macebearer)은 의례의 일부로서의 직장을 나르는 사람이다.

## 유래
직장은 본래 메이스라는 전투용 무기로 사용되었다. 메이스로 무장하는 사람은 가장 가까운 사람 또는 물체를 지키는 목적이 있었던 관계로 경호원으로 역할을 수행할 수 있었다. 그러므로 프랑스어와 네덜란드어로 massier는 브라반트 공이 거느리는 경호원처럼 메이스로 무장하는 호위병이었다. 그밖의 경우에도 집안의 하인이 메이스로 무장하는 일은 드물었다.

## 같이 보기
- 중국 한나라 시대의 집금오
- 직장